# کیلی گارنر
کیلی گارنر (به انگلیسی: Kelli Garner) بازیگر سینما و تلویزیون، متولد ۱۹۸۴ میلادی در بیکرزفیلد، کالیفرنیا است. وی در فیلم هوانورد، در کنار لئوناردو دی کاپریو و کیت بلانشت به ایفای نقش پرداخت. فعالیت‌های بعدی کیلی گارنر در سینما فیلم‌های لارس و دختر واقعی، لندن، شست‌خور و جی فورس بوده است. کیلی گارنر در سریال‌های تلویزیونی بابای آمریکایی!، بانی قاتل خون‌آشام‌ها، عاشق لیزا، مرد خانه، سرزمین رؤیایی و قانون و نظم: واحد قربانیان ویژه نیز حضور داشته است.